# Waldsiedlung (Bernau bei Berlin)

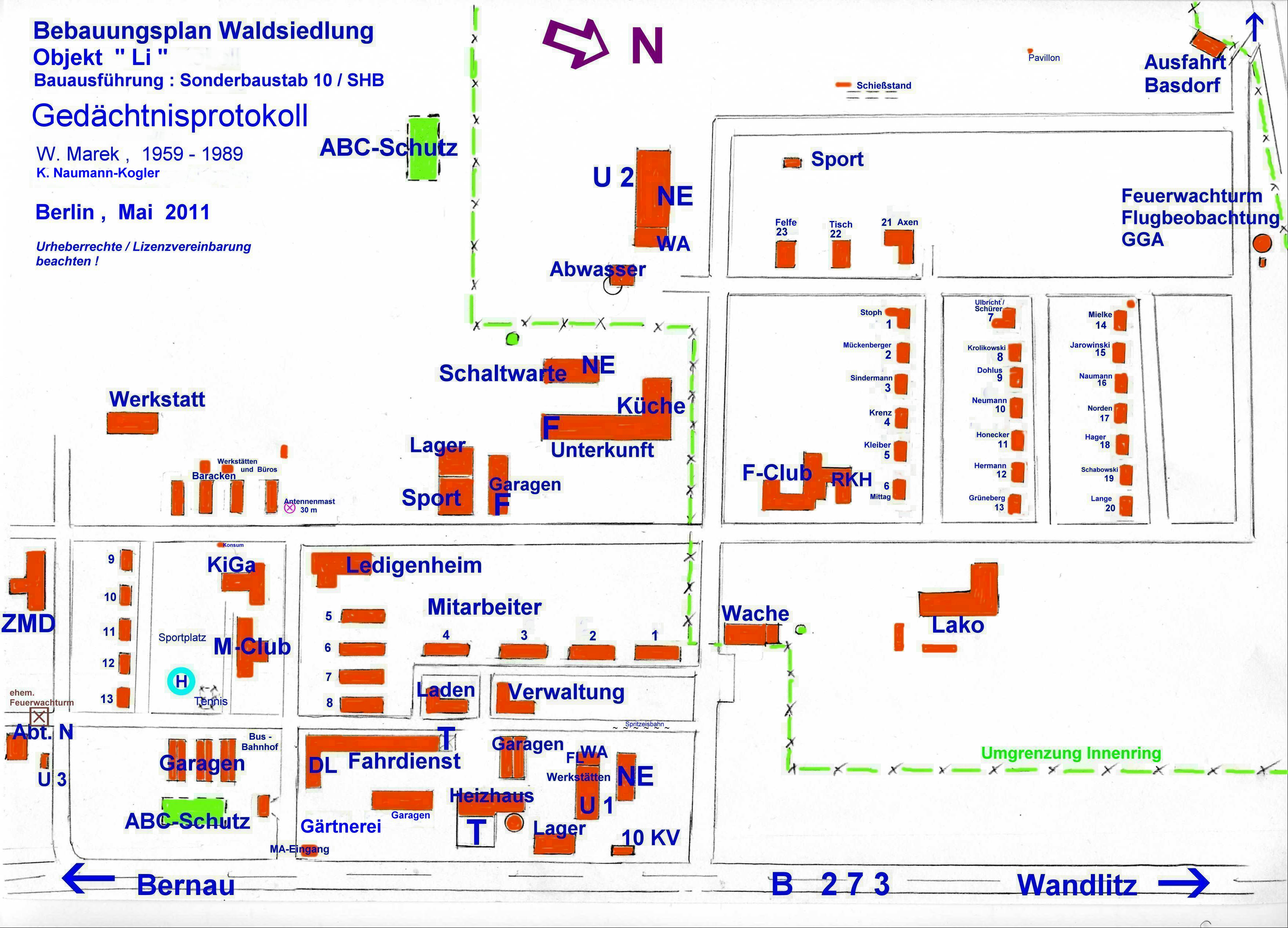
Plan Waldsiedlung Wandlitz

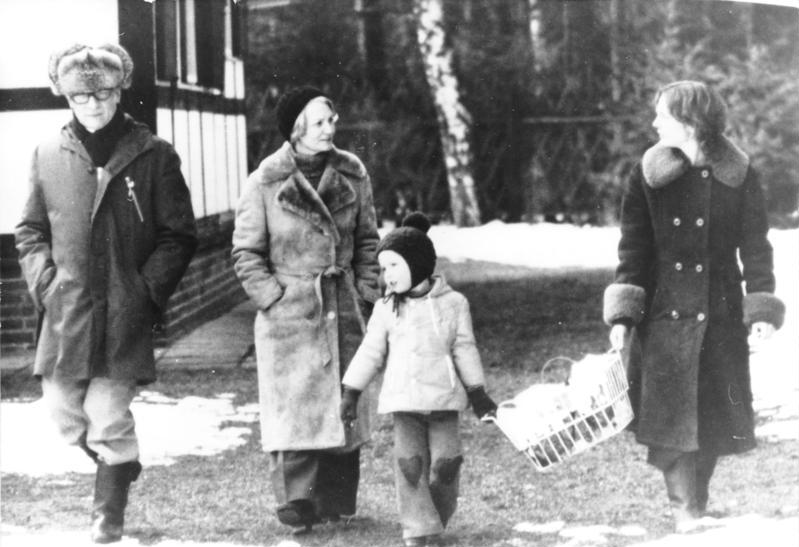
Rodzina Honeckerów, w Waldsiedlung zimą 1977

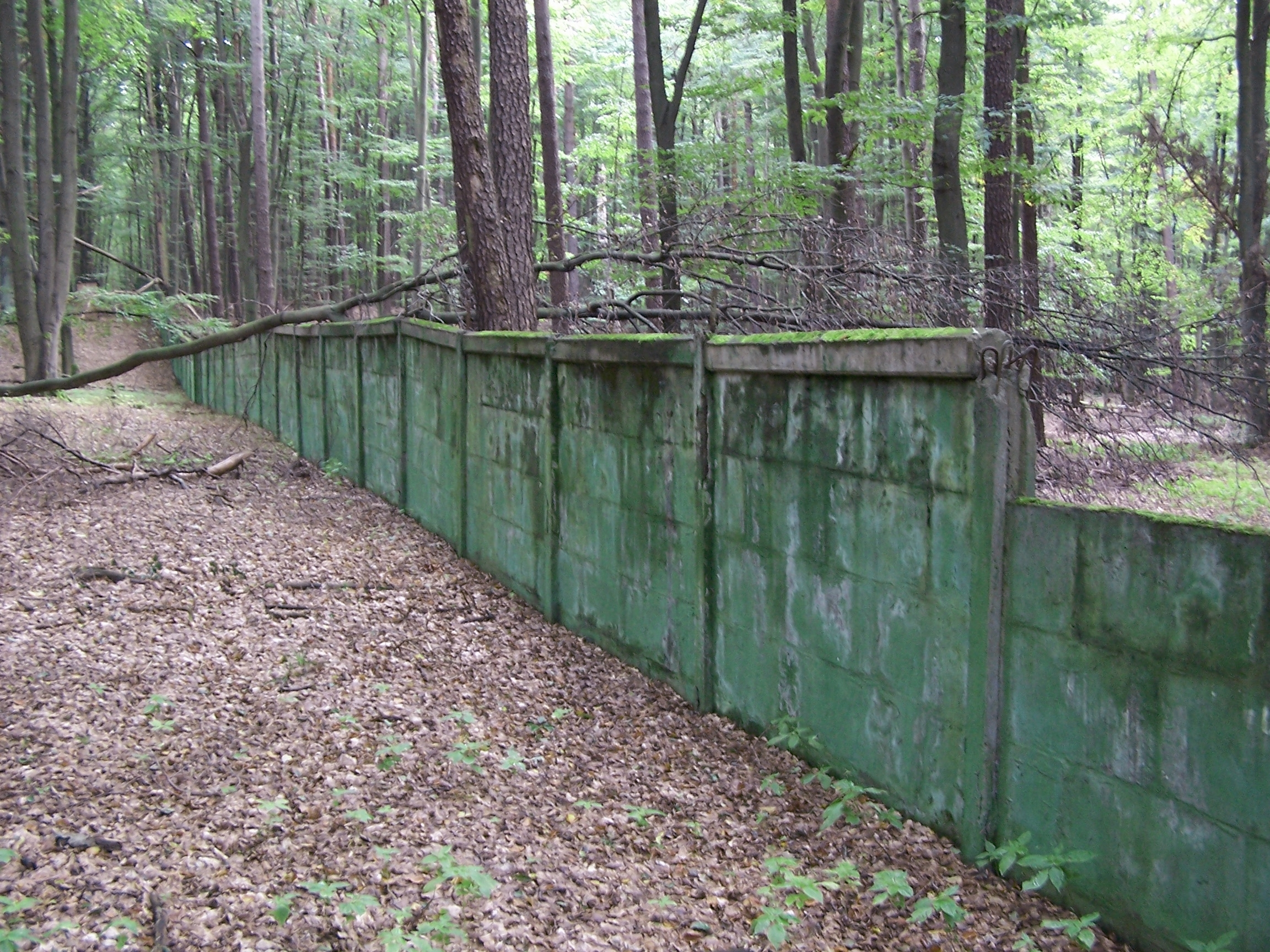
Mur w Waldsiedlung Wandlitz, stan: sierpień 2010

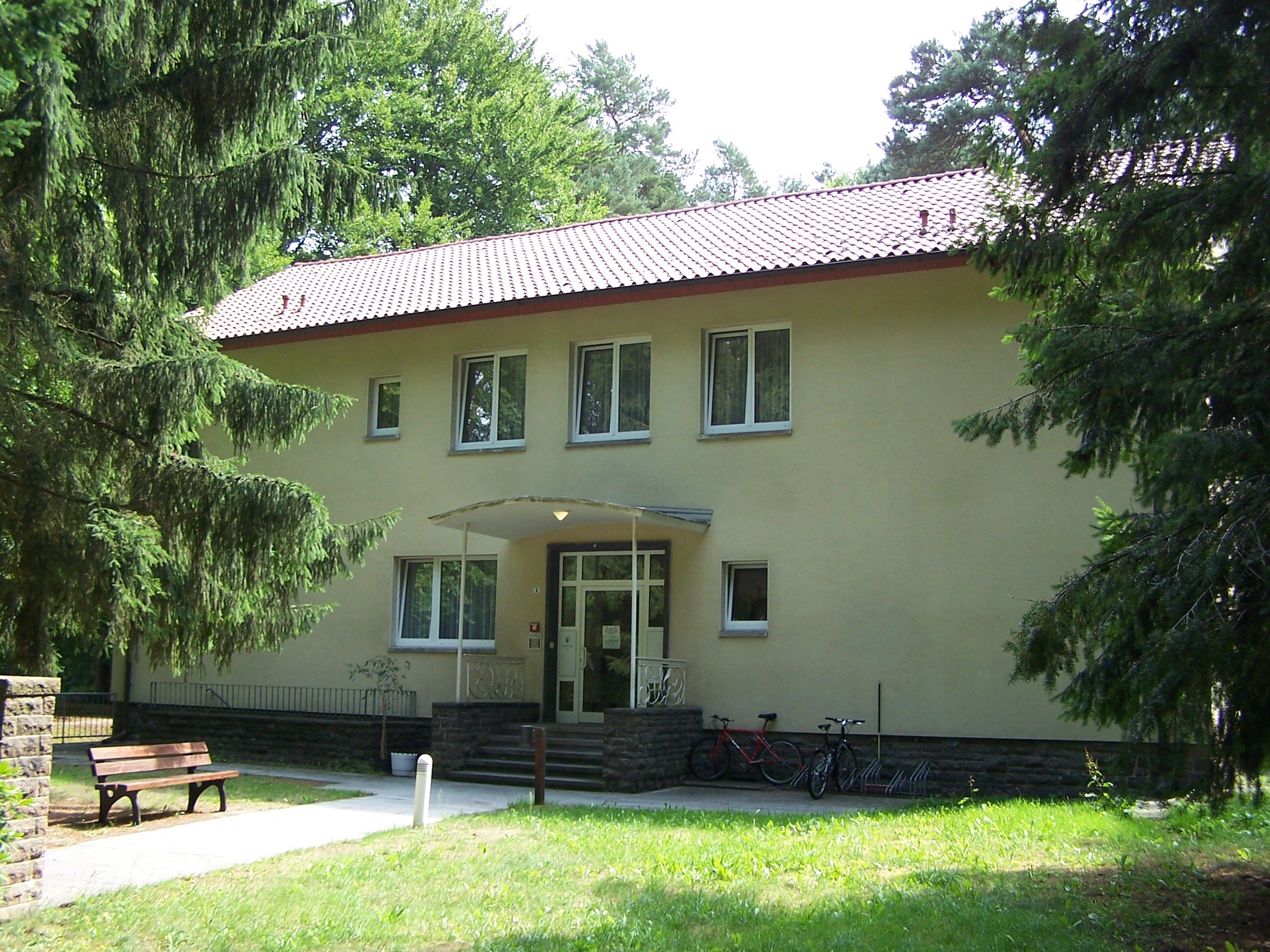
b. dom nr 11 (Honecker), obecnie Habichtweg 5, stan: 2010

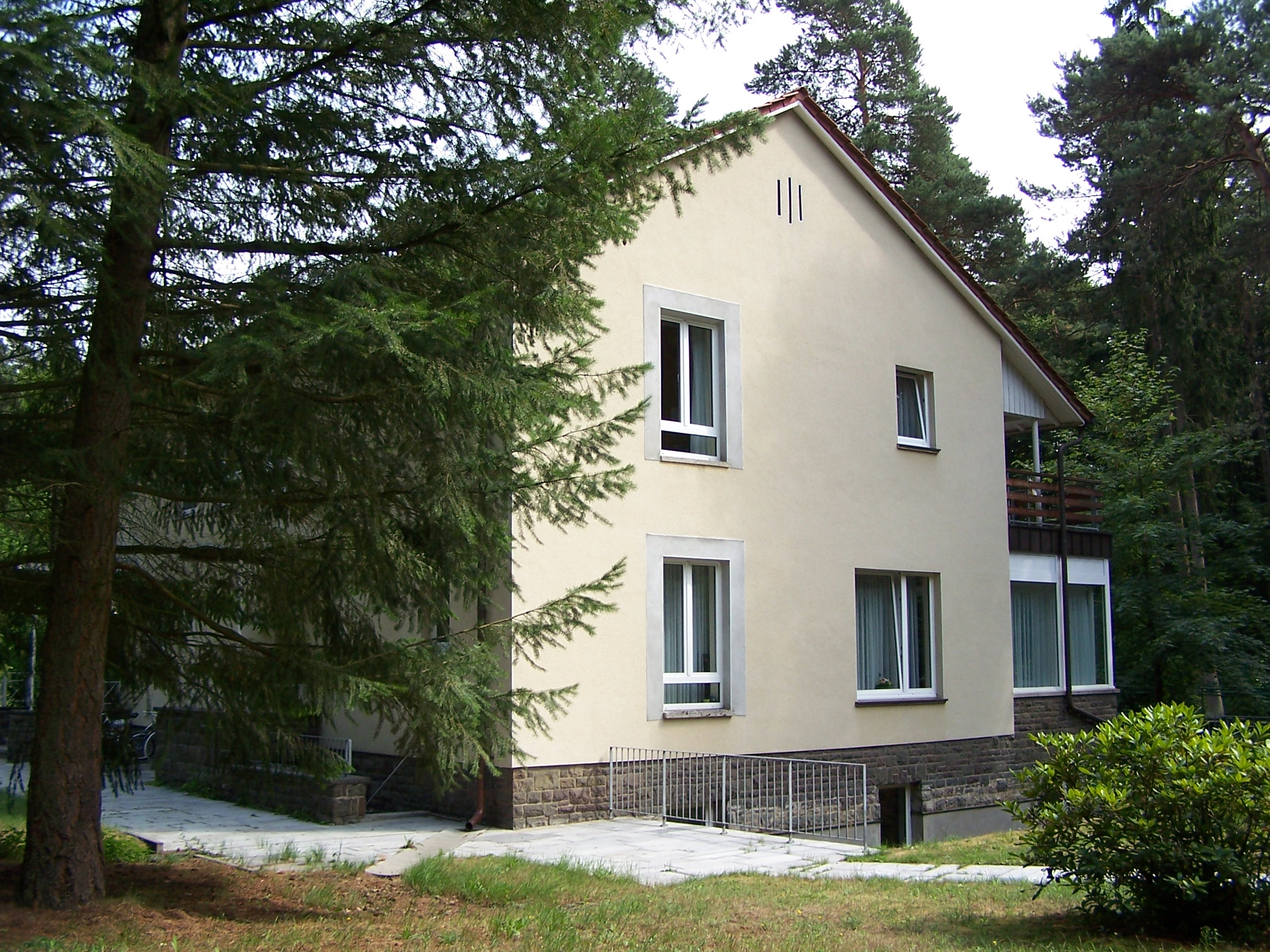
b. dom nr 14 (Mielke), obecnie Eichelhäherweg 1, stan: 2010

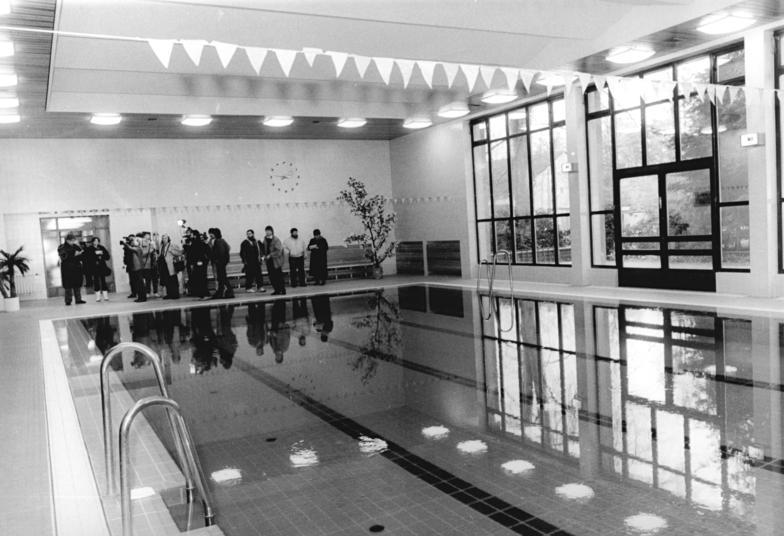
Pływalnia w Waldsiedlung Wandlitz, stan: 1989

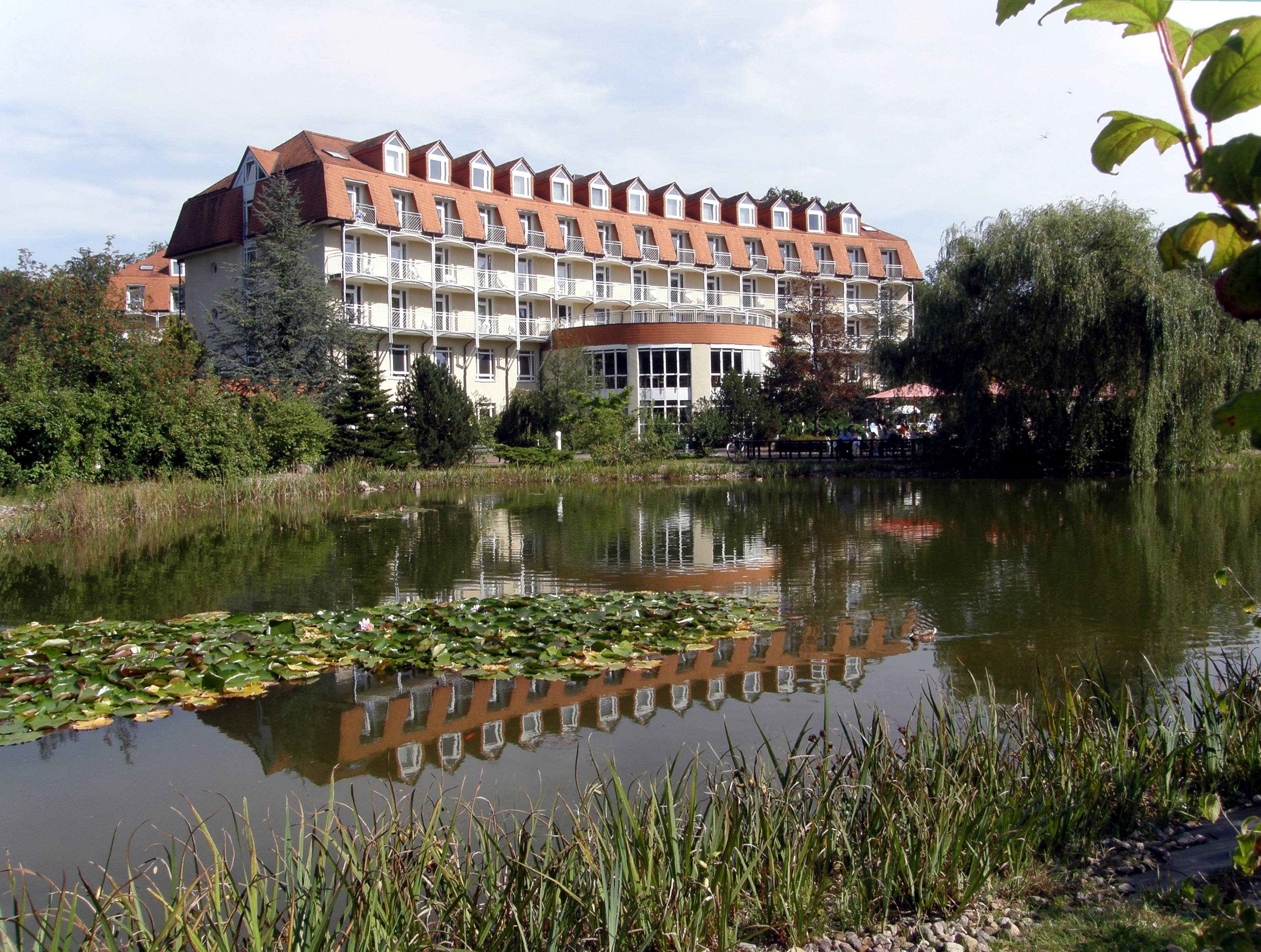
Główny budynek Brandenburg-Klinik, stan: 2011

Waldsiedlung (również Waldsiedlung Wandlitz, z niem. osada leśna Wandlitz) – nazwa strzeżonego osiedla dla kierownictwa NRD, położonego przy autostradzie Berlin – Szczecin. Obecnie część miasta Bernau koło Berlina.
Osiedle zostało wybudowane w latach 1958–1960 po wydarzeniach węgierskich 1956 na mocy decyzji Biura Politycznego SED dla kierownictwa partyjno-rządowego NRD, głównie członków i kandydatów Biura Politycznego Komitetu Centralnego SED. Las którym było otoczone, był znany wcześniej okolicznym mieszkańcom jako teren strzelecki. Główny Zarząd Ochrony Osób (Hauptabteilung Personenschutz – HA PS) Ministerstwa Bezpieczeństwa Państwowego – Stasi osiedlił tu 23 polityków, członków Politbiura wraz z rodzinami, którzy byli tutaj bardziej bezpieczni aniżeli w ich dotychczasowym miejscu zamieszkania – w willach w berlińskim Pankow przy Majakowskiring. Zamieszkanie w Waldsiedlung było dla członków Politbiura obowiązkowe.
Osiedle składało się z 23 1-p. i 2-p. jednorodzinnych domów z 7 i 15 pok., klubu z gabinetem lekarskim, basenu, sauny, kina i restauracji, luksusowego sklepu firmy VEB Staatliches Handelsobjekt Letex, strzelnicy, boiska sportowego, kortu tenisowego, kąpieliska nad pobliskim jez. Liepnitzsee, przychodni zdrowia, budynków mieszkalnych i socjalnych dla personelu obsługi (około 650 pracowników) i ochrony (140 żołnierzy), którą zabezpieczał wymieniony Główny Zarząd Ochrony Osób (Hauptabteilung Personenschutz – HA PS) MBP – Stasi oraz Pułk Wartowniczy Stasi im. Feliksa Dzierżyńskiego (Wachregiment „Feliks Dzierzynski“), łącznie 21-33 posterunki, w tym 4 stałe posterunki drogowe, 2 posterunki na wieżach wartowniczych, 2 posterunki nad jeziorem. Pewien odcinek drogi do Wandlitz (F 273) prowadzącej z autostrady Berlin – Szczecin był przystosowany do lądowań i startów samolotów.

## Lokatorzy osiedla
- Erich Apel – 1963–1965 przew. Komisji Planowania, 1961 – sekr. KC SED, 1961–1965 z-ca czł. Biura Politycznego KC SED (nr domu 2)
- Hermann Axen – 1956–1966 red. nacz. Neues Deutschland, 1966–1989 sekr. ds. stosunków zagranicznych, gospodarki i informacji zagranicznej KC SED, 1970–1989 czł. Biura Politycznego KC SED (16 nast. 21)
- Edith Baumann – II żona Ericha Honeckera (15)
- Horst Dohlus – 1973–1989 sekr. ds. prasy, gosp. partyjnej KC SED, 1980–1989 czł. Biura Politycznego KC SED (9)
- Friedrich Ebert – 1948–1967 nadburmistrz Berlina, 1973 przew. Rady Państwa, 1950–1989 czł. Biura Politycznego KC SED (9 nast. 23)
- Georg Ewald – 1963–1973 minister rolnictwa, leśnictwa i przemysłu spożywczego, 1963–1973 z-ca czł. Biura politycznego KC SED (16)
- Werner Felfe – 1981–1988 sekr. ds. rolnictwa KC SED, 1976–1988 czł. Biura Politycznego KC SED (23)
- Otto Grotewohl – 1946–1950 współprzew. SED, 1949–1964 prezes Rady Ministrów, 1950–1964 czł. Biura Politycznego KC SED (1 nast. 21)
- Gerhard Grüneberg – 1960–1981 sekr. ds. rolnictwa, spraw państwowych i prawnych KC SED, 1966–1981 czł. Biura Politycznego KC SED (19)
- Herbert Häber – 1973–1985 kier. Wydziału Międzynarodowej Polityki i Gospodarki KC SED, 1984–1985 czł. Biura Politycznego KC SED (17)
- Kurt Hager – 1955–1989 sekr. ds. nauki i kultury KC SED, 1963–1989 czł. Biura Politycznego KC SED (18)
- Walter Halbritter – 1965–1989 minister/kier. Urzędu Cen przy Radzie Ministrów NRD, 1967–1973 z-ca czł. Biura Politycznego KC SED (20)
- Joachim Herrmann – 1971–1978 red. nacz. Neues Deutschland, 1978–1989 sekr. ds. agitacji KC SED, 1978- czł. Biura Politycznego KC SED (12)
- Erich Honecker – 1958–1971 sekr. ds. bezpieczeństwa i kadrowych KC SED, 1971–1989 I sekr./sekr. gen. KC SED, 1976–1989 przew. Rady Państwa, 1950–1989 czł. Biura Politycznego KC SED (11)
- Margot Honecker – III żona Ericha Honeckera, 1963–1989 minister oświaty (11)
- Werner Jarowinsky – 1963–1989 sekr. ds. handlu, zaopatrzenia i spraw kościelnych KC SED, 1984–1989 czł. Biura Politycznego KC SED (15)
- Günther Kleiber – 1988–1989 I z-ca prezesa Rady Ministrów, 1984–1989 czł. Biura Politycznego KC SED (5)
- Egon Krenz – 1989 sekr. gen. KC SED, 1989 przew. Rady Państwa, 1983–1989 czł. Biura Politycznego KC SED (4)
- Werner Krolikowski – 1973–1976 sekr. KC SED, 1976–1988 I z-ca prezesa Rady Ministrów, 1986–1988 sekr. ds. rolnictwa KC SED, 1971–1989 czł. Biura Politycznego KC SED (8)
- Alfred Kurella – pisarz, 1958–1963 z-ca czł. Biura Politycznego KC SED (5)
- Werner Lamberz – 1967–1978 sekr. ds. agitacji KC SED, 1971–1978 czł. Biura Politycznego KC SED (4)
- Ingeburg Lange – 1973–1989 sekr. ds. kobiecych KC SED, 1973–1989 z-ca czł. Biura Politycznego KC SED (20)
- Bruno Leuschner – 1952–1961 przew. Komisji Planowania, 1958–1965 czł. Biura Politycznego KC SED (4)
- Hermann Matern – 1948–1971 współprzew./przew. Centralnej Komisji Kontroli Partyjnej SED, 1950–1971 czł. Biura Politycznego KC SED (3)
- Karl Mewis – 1961–1963 przew. Komisji Planowania, 1958–1963 czł. Biura Politycznego KC SED (20)
- Erich Mielke – 1957–1989 minister bezpieczeństwa państwowego, 1976–1989 czł. Biura Politycznego KC SED (14)
- Günter Mittag – 1973–1976 I z-ca prezesa Rady Ministrów, 1976–1989 sekr. ds. gospodarki KC SED, 1966–1989 czł. Biura Politycznego KC SED (6)
- Erich Mückenberger – 1971–1989 przew. Centralnej Komisji Kontroli Partyjnej SED, 1958–1989 czł. Biura Politycznego KC SED (2)
- Konrad Naumann – 1984–1985 sekr. ds. organizacyjnych KC SED, 1976–1985 czł. Biura Politycznego KC SED (16)
- Alfred Neumann – 1968–1989 wiceprezes Rady Ministrów, 1958–1989 czł. Biura Politycznego KC SED (10)
- Albert Norden – 1955–1981 sekr. ds. propagandy KC SED, 1958–1981 czł. Biura Politycznego KC SED (17)
- Heinrich Rau – 1955–1961 minister handlu zagranicznego i wewnątrz niemieckiego, 1950–1961 czł. Biura Politycznego KC SED (5)
- Günter Schabowski – 1978–1985 red. nacz. Neues Deutschland, 1985–1989 I sekr. Komitetu Berlińskiego SED, 1984–1989 czł. Biura Politycznego KC SED (19)
- Paul Gerhard Schürer – 1965–1989 przew. Komisji Planowania, 1973–1989 z-ca członka/czł. Biura Politycznego KC SED (7)
- Horst Sindermann – 1976–1989 marszałek Izby Ludowej, 1976–1989 czł. Biura Politycznego KC SED (3)
- Willi Stoph – 1956–1960 min. obrony narodowej, 1964–1973 prezes Rady Ministrów, 1973–1976 przew. Rady Państwa, 1976–1989 prezes Rady Ministrów, 1953–1989 czł. Biura Politycznego KC SED (6 nast. 1)
- Harry Tisch – 1975–1989 przew. FDGB, 1975–1989 czł. Biura Politycznego KC SED (22)
- Walter Ulbricht – 1950–1971 sekr. gen./I sekr. KC SED, 1960–1973 przew. Rady Państwa, 1950–1973 czł. Biura Politycznego KC SED (7)
- Paul Verner – 1958–1984 sekr. ds. gosp. partyjnej KC SED, 1963–1984 czł. Biura Politycznego KC SED (13)
- Herbert Warnke – 1948–1975 przew. FDGB, 1958–1975 czł. Biura Politycznego KC SED (12)

Po zjednoczeniu Niemiec dotychczas strzeżony obszar został otwarty i przebudowany. Powstały kliniki, np. Brandenburg-Klinik, sanatoria, domy opieki, domy mieszkalne. Od 2001 Waldsiedlung stanowi dzielnicę miasta Bernau.